# Mo'Kalamity
Mo'Kalamity est une chanteuse de reggae roots française originaire du Cap-Vert.

## Biographie
Née à Santiago (Cap-Vert), Monica Tavares arrive en France à l'âge de cinq ans et demi lorsque ses parents décident de quitter l'île pour rechercher une meilleure condition de vie. Elle grandit en région parisienne et découvre à l'adolescence différents genres musicaux dont « la soul, le gospel, le blues, le jazz ». Elle choisit finalement le reggae pour son « rythme » et son « groove », se reconnaissant à travers les artistes jamaïcains fiers de leurs origines africaines.  
Entre 2000 et 2001, elle est notamment choriste pour l'artiste reggae King Malik. En 2002, elle décide de lancer sa carrière solo. 
En 2004, le groupe The Wizards est formé. Il est composé de : Anne aux claviers et aux chœurs, Benoît à la basse, Franck à la guitare, Kael à la guitare rythmique et aux chœurs, Mano (ou Nono) à la batterie.[réf. souhaitée]
Le premier album de Mo'Kalamity ― Warriors of light ― sort en 2006 ; il est auto-produit grâce au public et à l'association L'assos'piquante. Les morceaux sont notamment arrangés par Johnson Makende, ex-leader du groupe reggae caraïbes Exode, et sa compagne Anne Riou. 
En 2010, elle est nommée dans trois catégories des Cabo Verde Awards.
En 2013, toujours accompagnée de The Wizards, elle participe au Garance Reggae Festival. En octobre sort l'album Freedom Of The Soul. Une tournée est organisée en Europe en 2014[réf. souhaitée].
Début 2017, elle part enregistrer à Kingston One Love Vibration en collaboration avec Sly & Robbie. RFI juge positivement le résultat écrivant que l'« identité artistique » de chacun est respectée, ce qui permet à Mo'Kalamity de « faire entendre sa voix aux modulations orientales ». Marianne considère que l'album « très réussi [...] livre un moment de sérénité contagieuse ».
En 2018, elle sort un single intitulé Le Pouvoir en featuring avec Tiken Jah Fakoly. 

### Style et inspirations
Influencée par les artistes des décennies 1960 et 1970, elle reconnaît le caractère « militant » de ses chansons et considère que la musique reggae donne une voix aux plus défavorisés. L'unité de l'Afrique mais aussi l'exil ou encore l'émancipation des femmes sont des thèmes abordés dans son répertoire.